# Пьедфорт

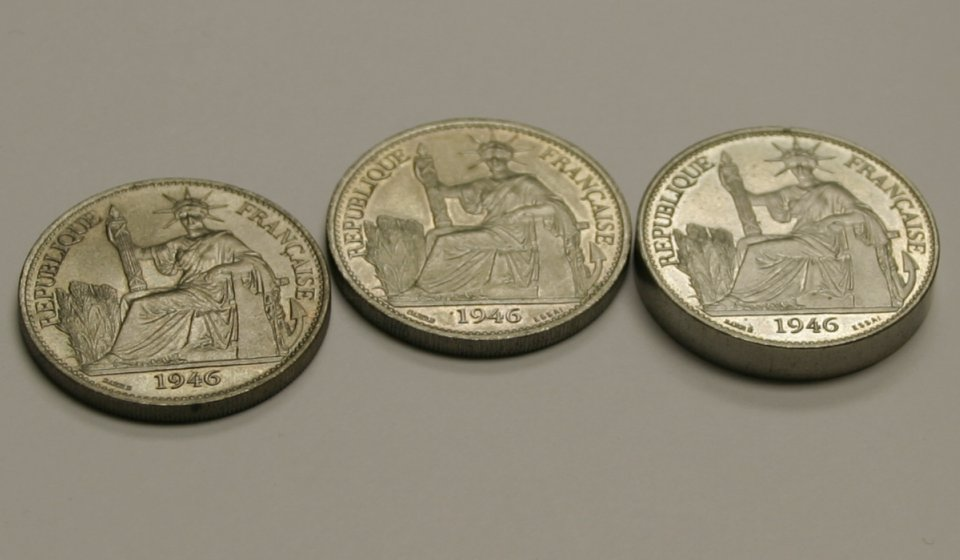
Две обычных французских монеты рядом с монетой пьедфорт

Пьедфорт или Пьефор (фр. piedfort) — нумизматический термин, означающий монету, изготовленную обычными штемпелями из заготовки двойной толщины. Наибольшее распространение пьедфорты получили в Европе с середины XVI века до середины XVII века. Именно тогда вошло в моду в среде королевских особ одаривать своих приближённых и других царствующих особ монетами, отчеканенными по особой технологии. Целью этих подарков служила демонстрация своего богатства и щедрости.
В России первым пьедфортом является двойной червонец Петра I, изготовленный обычными штемпелями, но имевший двойную толщину и, соответственно, двойной вес.
После большого перерыва первым возобновил чеканку монет двойной толщины Парижский монетный двор в 1890 году специально для коллекционеров.
С 1982 года Британский Королевский монетный двор каждый год выпускает специально для коллекционеров монеты пьедфорт.